# 우라야마구치역
우라야마구치역(일본어: 浦山口駅, うらやまぐちえき)은 일본 사이타마현 지치부시에 있는 지치부 철도 지치부 본선의 역이다.

## 역 구조
단선 승강장 1면 1선의 지상역으로 업무 위탁역이다(관리역: 지치부 역).
플랫폼이 곡선상에 위치한 관계로 자사 통근형 차량은 각 차량 중간 정도의 2개소만 문이 열린다.
역무원 근무 시간은 평일 화,수,금요일은 7:50 ~ 16:50, 평일의 월,목요일은 종일 무인, 주말은 8:30 ~ 17:00이다.

### 승강장
| | ■ 지치부 선 | 미쓰미네구치 방면 |
| 지치부・나가토로・요리이・구마가야・교다시・하뉴・ ■ 지치부 선 직통 한노・도코로자와・이케부쿠로 방면 | ■ 지치부 선 |                   |

## 역 주변
- 국도 제140호선
- 아라카와강
  - 구나 다리
- 우라야마 강 - 이 역의 부슈나카가와 역에 인접하고 우라 산천 교량이 있다.
- 우라야 댐(지치부 사쿠라호) - 도보로 약 20분
- 우라야 역사 민속 자료관
- 지치부 시립 아라카와 종합운동공원
  - 아라카와 종합운동공원 체육관
  - 아라카와 종합운동공원 야구장

## 역사
- 1930년 3월 15일: 영업 개시.

## 사진

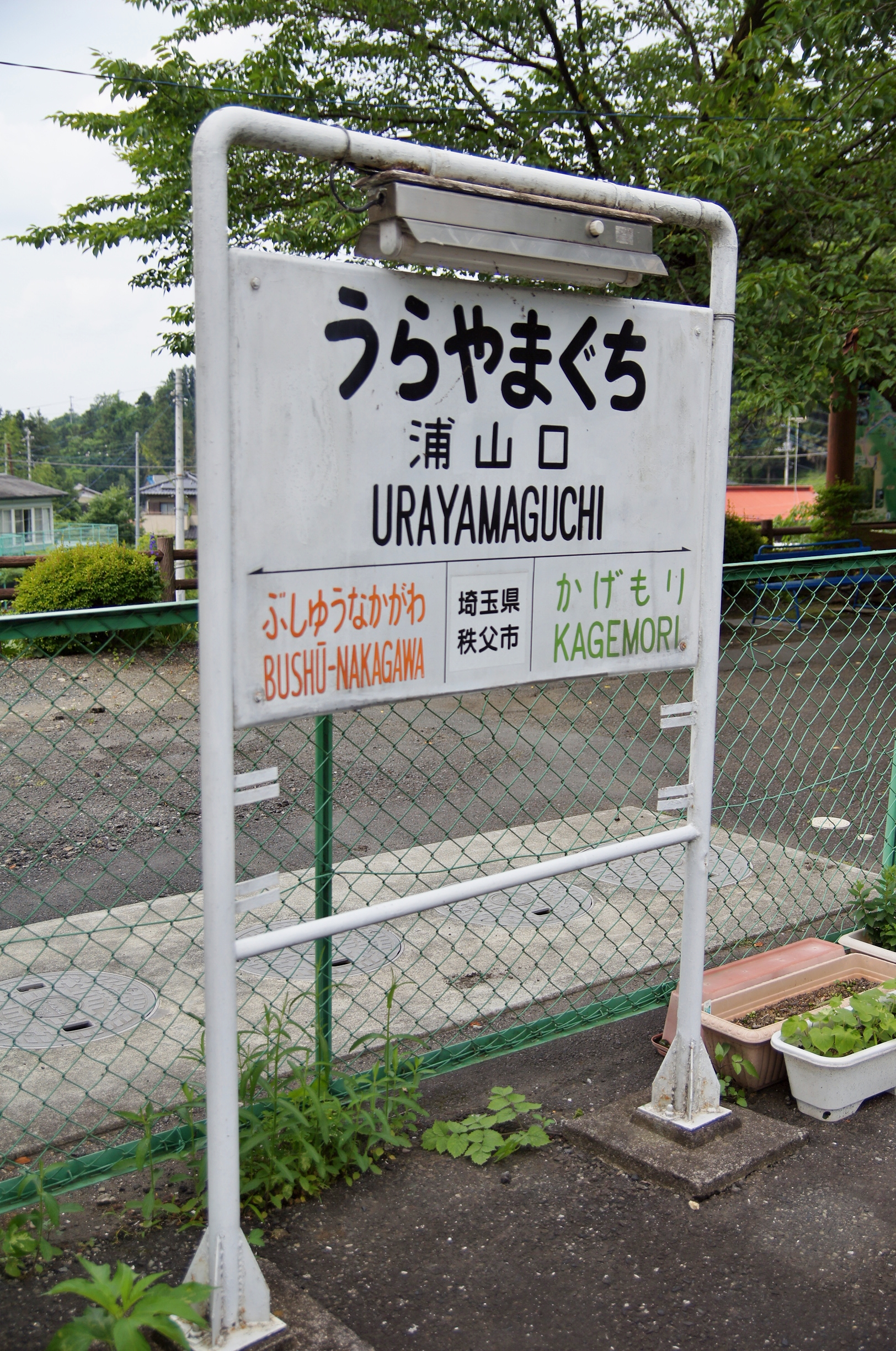
역명판

## 인접역
| 지치부 철도 ■ 지치부 본선 | 지치부 철도 ■ 지치부 본선 | 지치부 철도 ■ 지치부 본선      |
| ------------------------- | ------------------------- | ------------------------------ |
| 가게모리 하뉴 방면        | 보통                      | 부슈나카가와 미쓰미네구치 방면 |